# Oscar Gajardo
Oscar Gajardo Villarroel (Valparaíso, 25 de noviembre de 1899-Santiago, 19 de noviembre de 1970) fue un abogado y político chileno, miembro del Partido Radical (PR). se desempeñó, entre otras cosas, como regidor, diputado, y ministro de Estado de su país, durante el gobierno del presidente Juan Antonio Ríos.

## Familia y estudios
Nació en la ciudad chilena de Valparaíso el 25 de noviembre de 1899, hijo de Ismael Gajardo López y María Hortensia Villarroel Araya. Realizó sus estudios primarios en el Patrocinio San José de Santiago y los secundarios en el Liceo de Valparaíso. Continuó los superiores en las Facultades de Derecho de las universidades de Chile y Católica, titulándose como abogado el 17 de diciembre de 1923, con una tesis sobre enfermedades mentales, para cuyo objetivo hizo cursos especiales en la Escuela de Medicina.
Se casó en Santiago de Chile el 26 de abril de 1924 con Alicia Titus Good, con quien tuvo dos hijos.

## Carrera profesional
Colaboró en la prensa diaria y revistas, con artículos de interés general y dirigió en 1921, las revistas literarias Juventud y Lecturas. Luego, ejerció su profesión en la comuna de San Fernando desde 1924 hasta 1928 y en Santiago, desde este último año en adelante. Además fue profesor de instrucción cívica (siendo autor de un tratado sobre esa materia) y de economía política.
En el ámbito comercial, actuó como presidente de la estatal Industria Nacional de Neumáticos (INSA) y director de la empresa textil Sedyland S.A.

## Carrera política y pública

### Inicios
En el ámbito político, militó en las filas del Partido Radical (PR), colectividad de la cual fue miembro de su Junta Ejecutiva. En 1932, fue elegido como regidor de la Municipalidad de Santiago.

### Diputado
En las elecciones parlamentarias de 1932, se postuló como candidato a diputado por la Décima Agrupación Departamental de San Fernando y Colchagua, resultando electo para el período legislativo 1933-1937. En su gestión integró la Comisión Permanente de Constitución, Legislación y Justicia y la de Asistencia Médico-Social e Higiene. Obtuvo la reelección diputacional por la misma zona en las parlamentarias de 1937, para el periodo 1937-1941; en el que integró la Comisión Permanente de Gobierno Interior.

### Presidente del Consejo de Defensa del Niño y ministro de Justicia
En 1941, fue nombrado por el presidente Pedro Aguirre Cerda, también radical, como presidente del Consejo de Defensa del Niño, entidad a que le pertenecían los siguientes establecimientos: Internado de la Ciudad del Niño, Escuela Consolidada de Experimentación Juan Antonio Ríos, los Centros Líbano, Gabriela Mistral, Hogar Roxane, Francisco Hunneus, Arturo Alessandri, Naciones Unidas, Juan Lagarrigue, Andes y Olga Gana. Durante su mandato, que se extendió hasta su muerte en 1970, se construyó la primera Ciudad del Niño.
Paralelamente, el 21 de octubre de 1942, fue nombrado como ministro de Justicia en el gobierno de Juan Antonio Ríos, otro presidente radical, función que ocupó hasta el 21 de septiembre de 1944. En el desempeño al mando de dicha cartera, impulsó las leyes de Menor y Mínima Cuantía; de Seguridad Exterior del Estado; modificaciones del Código Civil; Ley de Adopción; Represión del Delito de Incendio; Ley sobre acumulación de procesos, Ley de Seguridad Exterior del Estado; suplencias del Poder Judicial; Ley sobre acumulación de procesos; Quinquenios del Poder Judicial, entre otras. Además, luchó por el mejoramiento de las condiciones en las cárceles, contribuyó a crear la primera colonia penal, y estimuló la educación en los recintos penitenciarios. De forma paralela, en 1943 viajó a la Conferencia Panamericana de Abogados, celebrada en Río de Janeiro, Brasil, país en el que fue huésped oficial de su gobierno y condecorado con el Gran Cordón del Cruzeiro do Sul de Brasil. Visitó también Argentina, y como invitado oficial, la República Oriental del Uruguay.  También fue condecorado por México con la Orden Mexicana del Águila Azteca.

### Vicepresidente ejecutivo de Corfo y ministro de Economía
Tras dejar el Ministerio de Justicia, fue nombrado por el vicepresidente Alfredo Duhalde como vicepresidente ejecutivo de la Corporación de Fomento de la Producción (Corfo), sirviendo como tal en las seguidas vicepresidencias de Vicente Merino Bielich y Juan Antonio Iribarren, hasta el 20 de noviembre de 1946. Durante su administración en el ente estatal, el 29 de diciembre de 1945, ocurrió el descubrimiento del primer pozo de petróleo de Chile, en el sector de Springhill, Magallanes, por lo cual le correspondió la simbólica misión de entregar al presidente Ríos una botella con petróleo chileno.
Simultáneamente y, nombrado también por Duhalde, entre el 6 de septiembre y el 3 de noviembre de 1946, asumió la titularidad del Ministerio de Economía y Comercio.
Entre otras actividades, fue miembro de la Sociedad Chilena de Criminalística. Falleció en Santiago el 19 de noviembre de 1970, a los 70 años.